# Chorągiew Łódzka ZHP

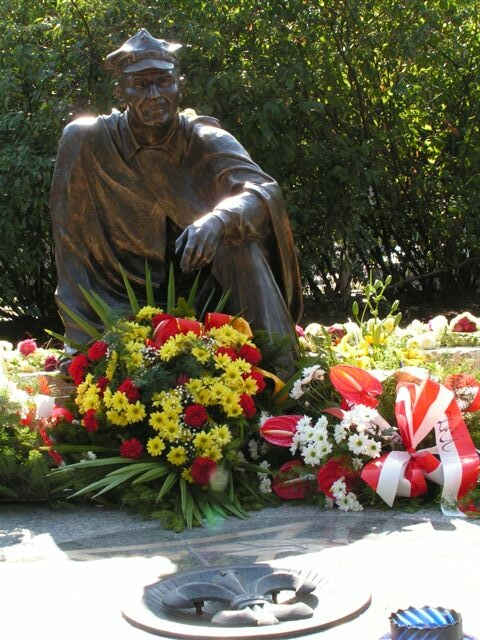
Pomnik Aleksandra Kamińskiego – bohatera Chorągwi Łódzkiej ZHP

Chorągiew Łódzka ZHP im. Aleksandra Kamińskiego – jednostka terenowa Związku Harcerstwa Polskiego. Działa na terenie województwa łódzkiego. Siedzibą władz chorągwi jest miasto Łódź. Bohaterem chorągwi jest hm. Aleksander Kamiński – pedagog, wychowawca, twórca metody zuchowej, żołnierz AK w Szarych Szeregach.

## Komendanci Chorągwi Łódzkiej

### Lata 1921–1939
| Chorągiew Łódzka (męska) harcerzy | Chorągiew Łódzka (żeńska) harcerek |
| --- | --- |
| - Stefan Szletyński (1921) - Józef Janiczek (1924–1923) - p.o. Ignacy Pietrzak (1923–1924) - Antoni Olbromski (1924–1927) - I. Pietrzak (1927) - Jeremi Śliwiński (1927–1928) - J. Janiczek (1928–1931) - Stefan Kępczyński (1931–1933) - Stefan Szletyński (1933–1937) - p.o. Kazimierz Bańkowski (1937) - p.o. Jan Peterka (1937) - Stefan Kępczyński (1937–1939) | - Jadwiga Szletyńska (1921–1922) - Malenia Zaarówna (1922–1924) - Władysława Niekielska-Olbromska (1924–1927) - Władysława Keniżanka-Olbromska (1927–1932) - Helena Zielińska (1932–1934) - p.o. Stanisława Wojtczakówna (1934–1935) - Władysława Keniżanka-Olbromska (1935–1937) - Anna Dylikowa (1937–1939) |

### Po 1945
- hm. Jerzy Kasprzyk
- hm. Władysława Matuszewska (1957–1961)
- hm. Zbigniew Kuba-Matuszewski (1961–1962)
- hm. Anna Rosel-Kicińska (1963–1968)
- hm. Józef Niewiadomski (1968–1969)
- hm. Władysław Okas (1969–1970)
- hm. Genowefa „Nina” Adamczewska (1970–1973)
- hm. Blandyna Kuchczyńska-Kuberska (1973)
- hm. Elżbieta Wójcikowska-Ociepa (1973–1978) (zmarła 22.02.2011)
- hm. Zdzisław Szymor (1978–1980)
- hm. Henryk Jerzy Baliński (16 stycznia 1981 – 15 marca 1982)
- hm. Krzysztof Piotrowicz (1982)
- hm. Paweł Babij (1982–1985)
- hm. Andrzej Łazarczyk (1985–1991)
- hm. Teresa Pruska (1987–1991)
- hm. Paweł Winiarski (1991–1995)
- hm. Barbara Szczepańska (1995–2002)
- hm. Adam Kocher (2002–2006)
- hm. Ewa Grabarczyk (2006–2014)
- hm. Tomasz Cieplucha (2014–2016)
- hm. Natalia Patorska-Grzelewska (od 2016)

## Historia

### Początki działalności harcerskiej w Łódzkiem

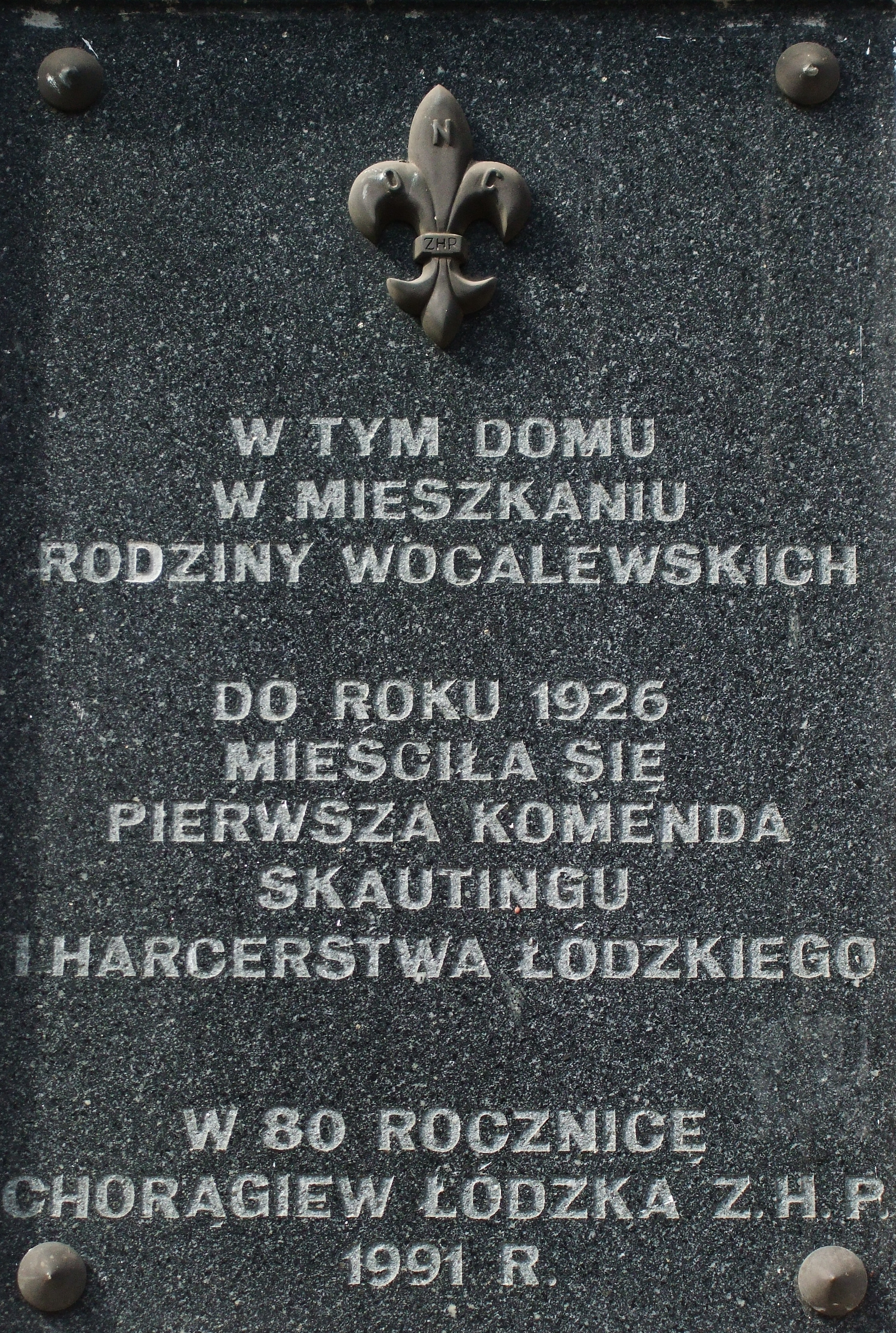
Tablica pamiątkowa; Łódź, ul. Legionów 51

Łódzki skauting swe początki ma w roku 1910, kiedy przy organizacji „Zarzewie” powstał pierwszy oddział ćwiczebny. Z tego oddziału wyrosły pierwsze łódzkie drużyny harcerskie im. Emilii Plater i Tadeusza Kościuszki. Za sprawą Antoniego Ostrowskiego w lesie lutomierskim odbył się pierwszy kurs skautowy. Komendantem i późniejszym drużynowym I Łódzkiej Drużyny Harcerzy im. Tadeusza Kościuszki był Konstanty Zachert. Po nim kierownictwo nad tajnym skautingiem w Łodzi objął Tadeusz Kalusiński – uczestnik kursu instruktorskiego w Skolem.
W 1912 w Kutnie w ramach Polskiej Organizacji Wojskowej powstaje zastęp strzelców. Z biegiem czasu z inicjatywy Alojzego Olińskiego przekształcił się w I Drużynę im. T. Rejtana w Kutnie oficjalnie zarejestrowaną jako zastęp harcerski 8 lipca 1916, a jako drużyna rok później 26 lipca 1917 na czele z drużynowym Felicjanem Wiśniewskim.
We wrześniu 1913 roku prowadzenie drużyn skautowych w Łodzi z rąk Tadeusza Kalusińskiego przejmuje Jerzy Szletyński, stając się komendantem łódzkiego harcerstwa.
Pierwsza siedziba komendy łódzkiego skautingu (harcerstwa) mieściła się w mieszkaniu zasłużonej dla łódzkiego skautingu i harcerstwa rodziny Wocalewskich przy ul. Konstantynowskiej (dziś Legionów) 51.
W okresie międzywojennym Komenda Zarządu Okręgu łódzkiego Związku Harcerstwa Polskiego mieściła się przy ul. Ewangelickiej (od VII 1934 – B. Pierackiego; dziś F.D. Roosevelta) 9.
W okresie międzywojennym współtwórcami działalności ZHP na terenie Łodzi i województwa byli łódzcy wojewodowie i wicewojewodowie oraz w kilku przypadkach ich małżonki. Niektórzy z nich mieli rodowód harcerski z czasów młodości, szczególnie Aleksander Hauke-Nowak. Działalność na tym polu dodatkowo podnosiła prestiż danego wojewody oraz stwarzała pole kontaktu z tą częścią miejscowej społeczności, która działała na rzecz wychowania młodych obywateli Polski w kierunku uświadomienia im obowiązków wobec nowo powstałego Państwa Polskiego. Przewodniczącymi oddziału łódzkiego ZHP byli wojewodowie: Antoni Kamieński, Aleksander Hauke-Nowak, Marian Rembowski i Władysław Jaszczołt.
W tworzeniu podwalin działalności łódzkiego harcerstwa w tym okresie znaczącą rolę odegrał wojewoda Antoni Kamieński wraz z małżonką - Stanisławą Gajewską-Kamieńską jako przewodniczący 1. zarządu Koła Przyjaciół Harcerstwa w Łodzi powstałego 7 listopada 1921 r., które decyzją naczelnictwa ZHP z dnia 10 lutego 1921 r. – dotyczącej również podobnych Kół w całej Polsce – zostało przekształcone w zarząd oddziału łódzkiego Związku Harcerstwa Polskiego, któremu dalej przewodził. Z racji tych obowiązków i potrzeby chwili wojewoda Kamieński użyczył Kołu lokalu w siedzibie łódzkiego Urzędu Wojewódzkiego, który podówczas mieścił się w przejętym na ten cel hotelu „Bristol” przy ul. Zawadzkiej (przemianowana na A. Próchnika) 11. Prasa łódzka z okazji jego wizyty w Łodzi w kwietniu 1922 r. na zaproszenie łódzkich harcerzy, już jako minister spraw wewnętrznych, pisała: „najdzielniejszy propagator idei harcerskich”. 
Jednym z aktywniejszych na polu budowy i rozwoju Chorągwi Łódzkiej był wojewoda Aleksander Hauke-Nowak, który m.in. miał duży udział w organizacji i przeprowadzeniu jubileuszowego, z okazji 25-lecia, Zlotu ZHP w Spale w lipcu 1935 roku. W uznaniu za wykonaną pracę, decyzją Komendy Łódzkiej ZHP, został mianowany w 1936 r. jej honorowym komendantem; decyzję tę w roku następnym zatwierdziło Naczelnictwo ZHP.  

### Szare Szeregi w czasie II wojny światowej
Harcerstwo łódzkie działało w okresie II wojny światowej w ścisłym związku z łódzkim ZWZ-AK. Harcerki i harcerze rozpoczęli swą działalność samorzutnie niemal od początku okupacji miasta. Organizowali pomoc dla ukrywających się żołnierzy polskich, działaczy politycznych i społecznych oraz innych osób dotkniętych prześladowaniami okupanta. Pomagano polskim jeńcom wojennym znajdującym się w przejściowych obozach jenieckich bądź w szpitalach. Starano się także zabezpieczyć harcerski sprzęt obozowy, polskie książki i inne przedmioty, które mogły ulec zniszczeniu przez okupanta.
Z dniem 2 XI 1939 w myśl instrukcji Głównej Kwatery Szarych Szeregów (konspiracyjny kryptonim ZHP) w Warszawie, rozwiązana została przedwojenna Komenda Chorągwi Łódzkiej Harcerzy i powołana nowa w składzie: Józef Pawliczak – komendant, Mieczysław Łętowski – zastępca komendanta, Dominik Patora – II zastępca komendanta. Harcerze wykonywali zadania zlecane im przez odpowiednie komórki SZP, a następnie ZWZ i AK. Działalnością harcerzy dla potrzeb ZWZ–AK kierował Mieczysław Łętowski, utrzymujący bezpośrednie kontakty z szefem sztabu łódzkiego okręgu. Natomiast pracę ideowo-wychowawczą harcerstwo prowadziło samodzielnie, za którą odpowiadał D. Patora. W połowie 1940 Józef Pawliczak opuścił Łódź, a Mieczysław Łętowski przeszedł do pracy w sztabie łódzkiego okręgu ZWZ. Odtąd do końca okupacji komendantem Chorągwi Łódzkiej był Dominik Patora.
Chorągiew Łódzka Harcerzy posiadała podczas okupacji kryptonim „Kominy”. Zasięgiem działania obejmowała początkowo całe województwo łódzkie. Później, ze względu na rosnące trudności w utrzymywaniu kontaktu z hufcami na terenie Generalnego Gubernatorstwa, ograniczyła swą działalność do terenów województwa włączonych do Rzeszy. W 1943 z polskich ziem wcielonych do Rzeszy utworzono odrębna jednostkę organizacyjną „Szarych Szeregów”. Jej działalnością kierował wizytator Głównej Kwatery.
W grudniu 1939 wyłoniono kierownictwo konspiracyjnej organizacji Harcerek Chorągwi Łódzkiej. Komendantką została Władysława Keniżanka–Olbromska. Nawiązała kontakt z Komendą Organizacji Harcerek w Warszawie i w myśl otrzymanych wytycznych zaczęła organizować pracę w Łodzi, W marcu 1942 Władysława Keniżanka–Olbromska zagrożona aresztowaniem opuściła Łódź, a jej funkcję przejęła Irena Chwiałkowska-Gembalska, do chwili aresztowania w 1944.
W końcu grudnia 1939 r. komendantka Chorągwi Łódzkiej zgłosiła dowódcy okręgu łódzkiego SZP gotowość współpracy. Odtąd łódzkie harcerki wykonywały zadania zlecane im przez kierownictwo łódzkiego okręgu ZWZ–AK.
Zarówno łódzka Organizacja Harcerek, jak i Szare Szeregi organizacyjnie w całości wchodziły w skład ZWZ–AK. Organizacja Harcerek stała się trzonem utworzonej w 1943 r. Wojskowej Służby Kobiet AK. Komendy łódzkie Szarych Szeregów i Organizacji Harcerek, ze względu na trudne warunki działalności konspiracyjnej, nie angażowały w zasadzie do niej młodzieży poniżej 16 roku życia. Niektórzy instruktorzy przyjmowali do organizacji jedynie osoby w wieku ponad 18 lat, stąd liczba harcerzy pracujących w podziemiu nie była zbyt duża i wahała się w granicach 200-400 osób. Z pewnością nie jest to pełna liczba, gdyż kilku instruktorów działało w mieście bez powiązania z chorągwią. Natomiast zupełnie brak jest danych o liczbie harcerek pracujących w konspiracji.
Harcerze i harcerki zaangażowani byli w służbie wywiadowczej i kurierskiej, prowadzili nasłuchy radiowe, organizowali punkty kontaktowe, brali udział w kolportażu prasy i w Akcji „N”.
Jedną z ważniejszych form ich konspiracyjnej działalności była również pomoc udzielana ludności okupowanego miasta. Szczególną opieką otaczano rodziny więźniów. Przekazywano im pieniądze, żywność i lekarstwa. Więźniom dostarczano paczki żywnościowe. Paczki z żywnością i odzieżą wysyłano takie jeńcom polskim przebywającym w obozach oraz sporadycznie osobom wywiezionym na przymusowe roboty. Starano się pomagać ludności żydowskiej przez dostarczanie do getta żywności i leków, a przed utworzeniem getta przez ułatwianie Żydom wyjazdów z miasta. W październiku 1944 r. udzielono pomocy, w postaci żywności i lekarstw, powstańcom warszawskim transportowanym przez Łódź do obozów jenieckich.
Harcerze prowadzili w Łodzi akcje tzw. małego sabotażu oraz w ograniczanym zakresie sabotażu gospodarczego. W ramach małego sabotażu, który w Łodzi można było rozwinąć jedynie na niewielką skalę, rozklejano w mieście ulotki o treści patriotycznej, zrywano plakaty i rozporządzenia okupanta, na drogach rozrzucano tzw. kolczatki do niszczenia opon pojazdów, na początku okupacji przystrajano w barwy narodowe groby polskich żołnierzy na cmentarzach.
Harcerze łódzcy szeroko włączyli się także do akcji tajnego nauczania. Sami niejednokrotnie ucząc się, organizowali dla młodszych dzieci zajęcia świetlicowe, wykonywali pomoce szkolne oraz nauczali w zakresie szkoły podstawowej. Rozprowadzali wśród uczestników tajnego nauczania podręczniki szkolne. Prowadzili działalność kulturalno-oświatową wśród młodzieży niezorganizowanej, by choć w części chronić ją przed destrukcyjnym wpływem polityki okupanta. Starano się rozbudzać u nich zainteresowania kulturalne, propagując czytelnictwo i organizując spotkania towarzyskie połączone z czytaniem książek, recytacją poezji i dyskusją. Urządzano także zabawy, gry i zajęcia sportowe.
Działalność Organizacji Harcerek i Szarych Szeregów w Łodzi prowadzona była z zachowaniem daleko idącej ostrożności, a jej formy dostosowane były do możliwości młodych ludzi, aby w warunkach ostrego terroru jak najmniej narażać ich na niebezpieczeństwo. Pomimo to wielu harcerzy zostało aresztowanych i zginęła za swą działalność. Jednakie obie organizacje harcerskie przetrwały i działały przez cały okres okupacji.

### Działalność po II wojnie światowej

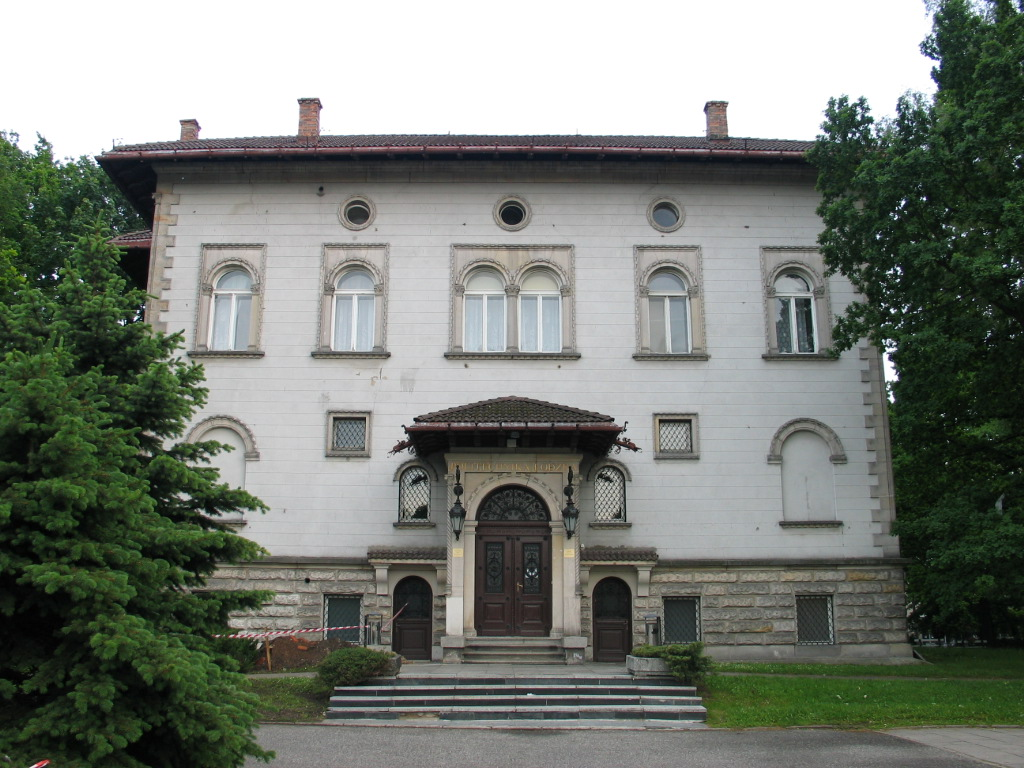
Willa Józefa Richtera, ul. ks. Skorupki 10/12; pierwsza powojenna siedziba Chorągwi Łódzkiej ZHP (obecnie administracja rektoratu Politechniki Łódzkiej)

Budowa powojennych struktur ZHP w całej Polsce, w tym w Łodzi, odbywała się według przedwojennych schematów organizacyjnych. Stąd powstała Chorągiew Łódzka Harcerzy (ChŁH) oraz Chorągiew Łódzka Harcerek (ChŁH-ek). Komenda Chorągwi Łódzkiej rozpoczęła działalność już w końcu stycznia 1945 roku. Pierwszym tymczasowym komendantem został Mieczysław Maliszewski, który pełnił tę funkcję do 8 II 1945 r., kiedy zastąpił go hm. Kazimierz Frankiewicz mianowany na to stanowisko rozkazem naczelnika ZHP, ale jeszcze jako „pełniący obowiązki”. Z dniem 30 czerwca 1945 r. rozkazem naczelnika harcerzy Romana Kierzkowskiego pełnym komendantem Chorągwi Łódzkiej został hm. Mieczysław Łętowski, który sprawował tę funkcję do stycznia 1949 r., kiedy to połączono ze sobą piony męski i żeński, w wyniku czego powstała jedna łódzka chorągiew (tego rodzaju scalenie zrealizowano na terenie całej Polski). W międzyczasie Mieczysław Łętowski sprawował także funkcje we władzach naczelnych ZHP.
Pierwszą powojenną siedzibą Chorągwi Łódzkiej była willa Józefa Richtera – jej ostatnim właścicielem był łódzki przemysłowiec Helmut Biedermann – przy ul. ks. Stanisława Skorupki 10/12. Harcerze wprowadzili się do niej, po szybko wykonanym remoncie dostosowawczym do nowej funkcji, już w połowie 1945.

#### Tragedia na jeziorze Gardno

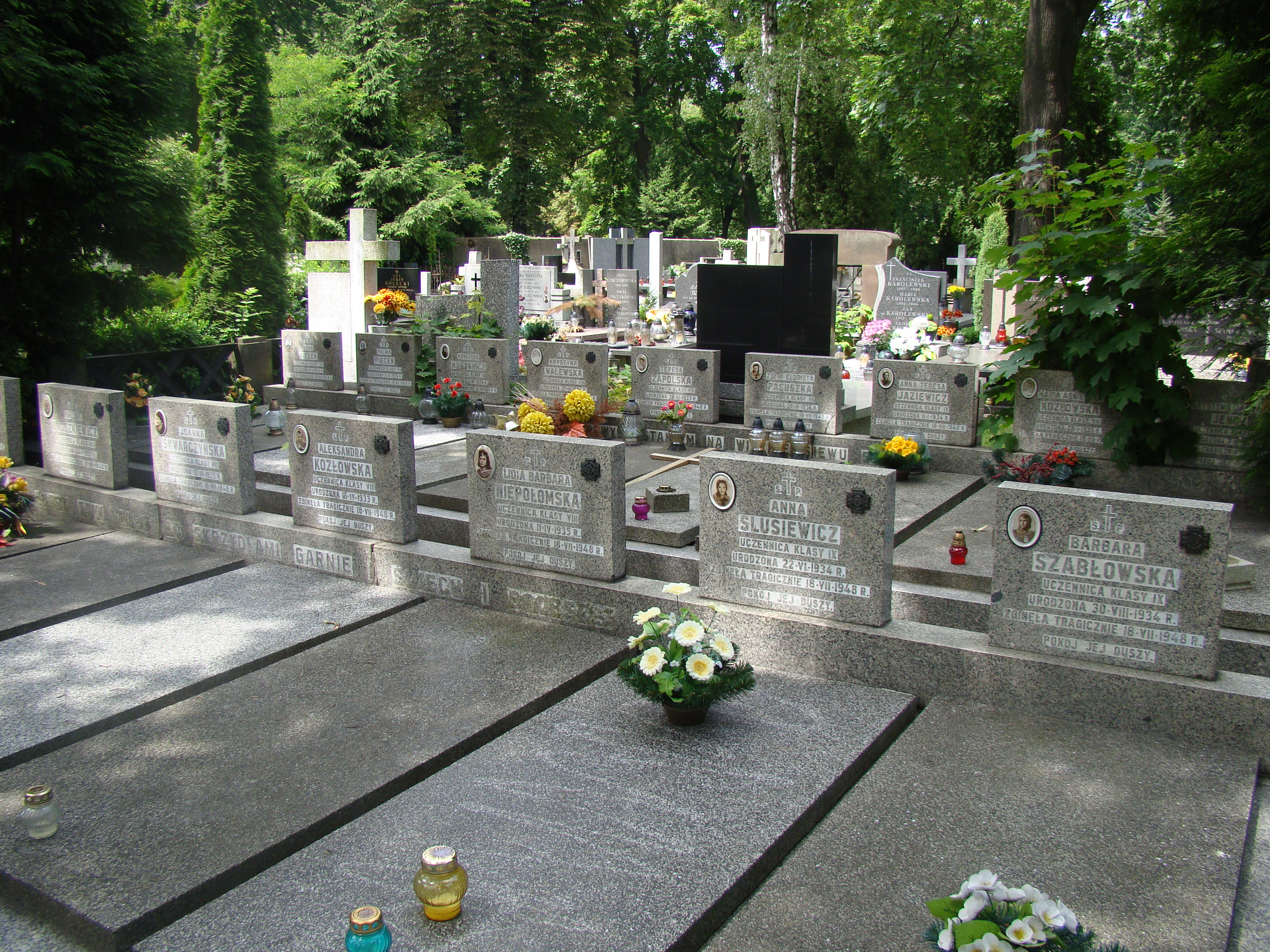

18 lipca 1948 r. na jeziorze Gardno doszło do tragicznego zdarzenia, w wyniku którego utonęło 22 harcerek z 15 ŁDH oraz komendantka ich obozu w Gardnie Wielkiej – Eugenia Leszewska. Przyczyną wypadku była nieodpowiedzialność miejscowego przewoźnika, który w dwóch łódkach (jedna z silnikiem a druga na holu), mogących w sumie pomieścić maksymalnie 21 osób, umieścił 40 osób. Harcerki miały przepłynąć do Rowów, by zobaczyć morze. W czasie rejsu zerwał się wiatr, a podniesiona nim fala spowodowała wywrócenie się obu łódek. Utonęła wówczas m.in. 13-letnia córka profesora Uniwersytetu Łódzkiego Stefanii Skwarczyńskiej – Joanna. Ofiary tego tragicznego wypadku w większości spoczywają w jednej kwaterze na cmentarzu św. Józefa przy ul. Ogrodowej w Łodzi, trzy ofiary na cmentarzu „Zarzew”, dwie na cmentarzu „Doły”.
Zaraz po tragedii ówczesny premier – Józef Cyrankiewicz – powołał międzyministerialną komisję dla wyjaśnienia jej przyczyny. Podobno głównemu sprawcy wypadku udało się zbiec za granicę i uniknąć w ten sposób odpowiedzialności. Brak jest informacji o jakiś innych procesach związanych z tym wydarzeniem.
W 2003 r., w 55. rocznicę tragedii, Szkoła Podstawowa w Gardnie Wielkiej otrzymała imię Joanny Skwarczyńskiej, jednej z harcerek, która wtedy utonęła, córki prof. Stefanii Skwarczyńskiej.
Na zachodniej stronie placu otaczającego gardeński kościół znajduje się kamień z tablicą pamiątkową poświęconą pamięci łódzkich harcerek (zdjęcie pomnika).

## Chorągiew Łódzka ZHP współcześnie
Chorągiew tworzą 24 hufce (2023), działających na terenie jednego lub więcej powiatów oraz dwie samodzielne jednostki: Ośrodek Szkoleniowo Wypoczynkowego ZHP „Nadwarciański Gród” w Załęczu Wielkim oraz „Centrum Dialogu Kostiuchnówka” na Ukrainie. Stan organizacyjny Chorągwi na dzień 1 stycznia 2018 roku wynosił 8728 osób.
W dniach 2–4 września 2005 roku w Spale odbył się Zlot Chorągwi Łódzkiej ZHP Na Szlaku Harcerskiej Przygody, połączony z upamiętnieniem 70. rocznicy słynnego Jubileuszowego Zlotu ZHP, który miał miejsce w Spale w 1935, na terenach letniej rezydencji Prezydenta RP – Ignacego Mościckiego.
Od 2002 do 15 stycznia 2006 Komendantem Chorągwi Łódzkiej ZHP był hm. Adam Kocher. W związku z wyborem podczas XXXIII Zjazdu ZHP hm. Adama Kochera na funkcję członka GK ZHP i Zastępcy Naczelnika ZHP ds. programu i pracy z kadrą, na dzień 15 stycznia 2006 zwołany został nadzwyczajny Zjazd Chorągwi Łódzkiej, który wybrał nową Komendę Chorągwi Łódzkiej ZHP. Komendantką Chorągwi Łódzkiej ZHP została hm. Ewa Grabarczyk. W dniu 21 października 2006, V Zjazd Chorągwi powtórnie wybrał na funkcję komendantki chorągwi hm. Ewę Grabarczyk. 5 grudnia 2010 roku VI Zjazd Chorągwi ponownie wybrał hm. Ewę Grabarczyk na funkcję komendantki.
4 października 2014 odbył się VII Zjazd Chorągwi, podczas którego na nowego komendanta Chorągwi wybrano hm. Tomasza Ciepluchę.
5 marca 2016 odbył VIII Nadzwyczajny Zjazd Chorągwi, podczas którego hm. Tomasz Cieplucha wraz z komendą złożyli rezygnację. Zjazd wybrał nową komendantkę - hm. Natalię Patorską-Grzelewską oraz nowy skład komendy. 1 grudnia 2018 odbył się 9. Zjazd Chorągwi Łódzkiej ZHP, podczas którego na funkcję komendantki została wybrana ponownie hm. Natalia Patorska-Grzelewska. Wybrano także nową komendę, Radę Chorągwi, Chorągwianą Komisję Rewizyjną oraz Chorągwiany Sąd Harcerski.

## Aktualne władze Chorągwi Łódzkiej ZHP
Komenda Chorągwi Łódzkiej ZHP
- hm. Natalia Patorska-Grzelewska – komendantka
- hm. Oliwia Kruczkowska – skarbniczka
- hm. Magdalena Kołodziejska – z-czyni komendantki chorągwi ds. organizacyjnych
- hm. Łukasz Woźniak – z-ca komendantki chorągwi ds. pracy z kadrą
- hm. Tomasz Jachimek - z-ca komendantki chorągwi ds. partnerstw
- hm. Adam Rakowski – członek komendy chorągwi ds. wizerunku i współpracy zagranicznej
- phm. Krzysztof Baj – członek komendy chorągwi ds. majątku i spraw kwatermistrzowskich
- hm. Agata Rzeźnicka - członkini komendy chorągwi ds. programu
- hm. Karolina Bobrycka – członkini komendy chorągwi ds. programu (w komendzie chorągwi do maja 2024 roku)
- phm. Karolina Kubis – członkini komendy chorągwi ds. projektów i rozwoju specjalności (w komendz8ie chorągwi do grudnia 2024 r.)

Rada Chorągwi Łódzkiej ZHP
- hm. Tomasz Tomczyk - przewodniczący
- hm. Maria Zatoń – wiceprzewodnicząca
- hm. Andrzej Kopacz
- pwd. Jarosław Krzyżański
- phm. Piotr Pietrzak
- hm. Bartłomiej Składowski
- vacat
- hm. Małgorzata Bogusławska (rezygnacja)

Komisja Rewizyjna Chorągwi Łódzkiej ZHP
- hm. Izabela Piwowarska-Jędrzejczak - przewodnicząca
- hm. Anna Bartnik
- hm. Aleksandra Klimczak
- hm. Joanna Kośmider
- hm. Mieczysław Mika
- phm. Tomasz Piestrzyński
- phm. Arkadiusz Polewczyk
- pwd. Mateusz Rogalski
- hm. Teresa Gajek (ś.p.)
- hm. Daniel Nowakowski (rezygnacja)
- phm. Beata Rusek (rezygnacja)
- hm. Marek Skrzydlewski (ś.p.)

Sąd Harcerski Chorągwi Łódzkiej ZHP
- hm. Teresa Pruska – przewodnicząca
- hm. Katarzyna Wybrańska - wiceprzewodnicząca
- hm. Barbara Kędzia - sekretarz
- hm. Zbigniew Bilski
- hm. Daniel Bobrycki
- hm. Mariusz Jabłoński
- hm. Jerzy Kowalski
- hm. Michał Kucharski
- hm. Tadeusz Walaszek

## Lista hufców należących do chorągwi
1. Brzeziny
2. Doliny Pilicy
3. Głowno
4. Konstantynów Łódzki
5. Kutno
6. Łask
7. Łowicz
8. Łódź Bałuty
9. Łódź Górna
10. Łódź Polesie
11. Łódź Widzew
12. Opoczno
13. Osiemnastka
14. Pabianice
15. Piotrków Trybunalski
16. Radomsko
17. Reduta
18. Sieradz
19. Skierniewice
20. Tomaszów Mazowiecki
21. Uniejów
22. Zduńska Wola
23. Zgierz

## Znane osoby związane z Chorągwią Łódzką
- Maria Wocalewska (ur. 1885 - zm. 1944)
- Zofia Wocalewska (ur. 1894 - zm. 1934)
- Maria Eugenia Jasińska (ur. 1906 - zm. 1943)
- Władysława Matuszewska (ur. 1908 - zm. 1999)
- Anna Dylikowa (ur. 1912 - zm. 2000)
- Maria Kwaśniewska (ur. 1913 - zm. 2007)
- Zofia Grzesik (ur. 1916 - zm. 2007)
- Bogusława Sierpińska (ur. 1920 - zm. 1944)
- Joanna Skwarczyńska (ur. 1935 - zm. 1948)
- Tadeusz Łabędzki (ur. 1917 - zm. 1946)
- Bolesław Piasecki (ur. 1915 - zm. 1979)
- Aleksander Kamiński (ur. 1903 - zm. 1978)
- sł. Boży ks. Tadeusz Burzyński (ur. 1914 - zm. 1944)
- ks. Ignacy Skorupka (ur. 1893 - zm. 1920)
- Jerzy Szletyński (ur. 1894 - zm. 1915)
- Franciszek Pfeiffer (ur. 1895 - zm. 1964)
- Jan Szletyński (ur. 1900 - zm. 1917)
- o. Stefan Miecznikowski SJ (ur. 1921 - zm. 2004)
- o. Tomasz Roztworowski SJ (ur. 1904 - zm. 1974)
- Janusz Włodarski (ur. 1921 - zm. 1942)
- Stefan Linke (ur. 1898 - zm. 1918)
- Antoni Olbromski (ur. 1896 - zm. 1958)
- Bronisław Kubiak (ur. 1926 - zm. 2020)